# Cilindratge

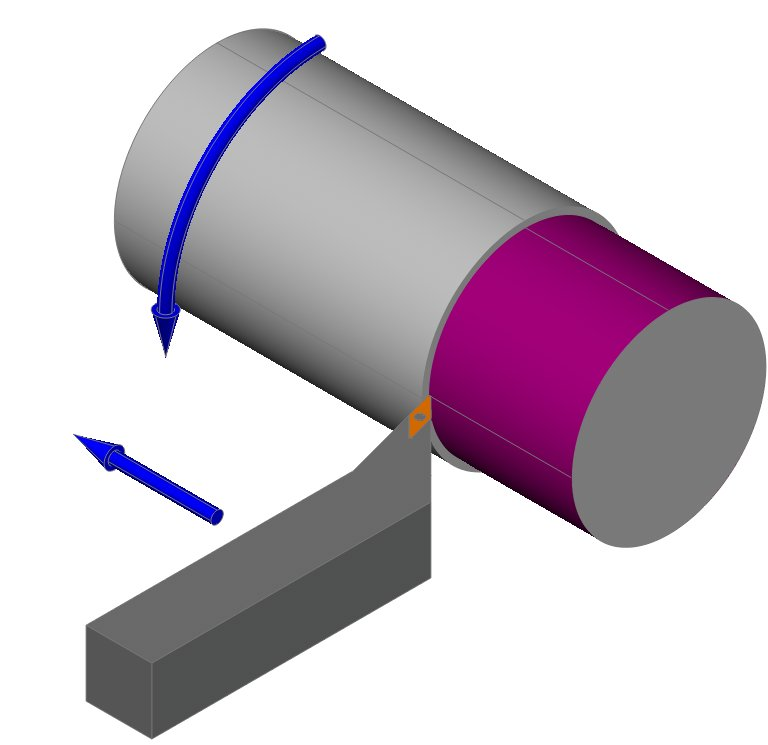
Esquema d'una operació de cilindratge.

El  cilindratge  és una operació realitzada en el torn per la qual es redueix el diàmetre de la barra de material que s'està treballant.
Per poder efectuar aquesta operació, l'eina i el carro transversal s'han de situar de manera que tots dos formen un angle de 90 º (perpendicular), i aquest últim es desplaça en paral·lel a la peça en el seu moviment d'avanç. Això és així pel fet que per l'angle que sol tenir l'eina de tall, un de diferent a 90 º provocarà una major superfície de contacte entre aquesta i la peça, provocant un major escalfament i desgast.
En aquest procediment, l'acabat que s'obtingui pot ser un factor de gran rellevància, variables com la velocitat i la quantitat de material que es talli en un "passi", i també el tipus i condició de l'eina de tall que s'estigui utilitzant, han de ser observats.
En aquest procés, comunament regeixen la cilindricitat i la concentricitat, si és el cas en què hagin diversos diàmetres a obtenir.